# 竹禾盾介殼蟲
竹禾盾介殼蟲（学名：Duplachionaspis divergens）为盾介殼蟲科禾盾介殼蟲屬下的一个种。